# Coloradoa campestris
Coloradoa campestris är en insektsart som beskrevs av Carl Julius Bernhard Börner 1939. Coloradoa campestris ingår i släktet Coloradoa och familjen långrörsbladlöss. Arten är reproducerande i Sverige. Inga underarter finns listade i Catalogue of Life.